# Rudolf Ekstein
Rudolf Ekstein (* 9. Februar 1912 in Wien, Österreich-Ungarn; † 18. März 2005 in Los Angeles) war ein US-amerikanischer Psychoanalytiker und Kinderpsychologe österreichischer Abstammung. Sein Interessensgebiet war die Verknüpfung von Psychoanalyse, Psychotherapie und Pädagogik.

## Leben

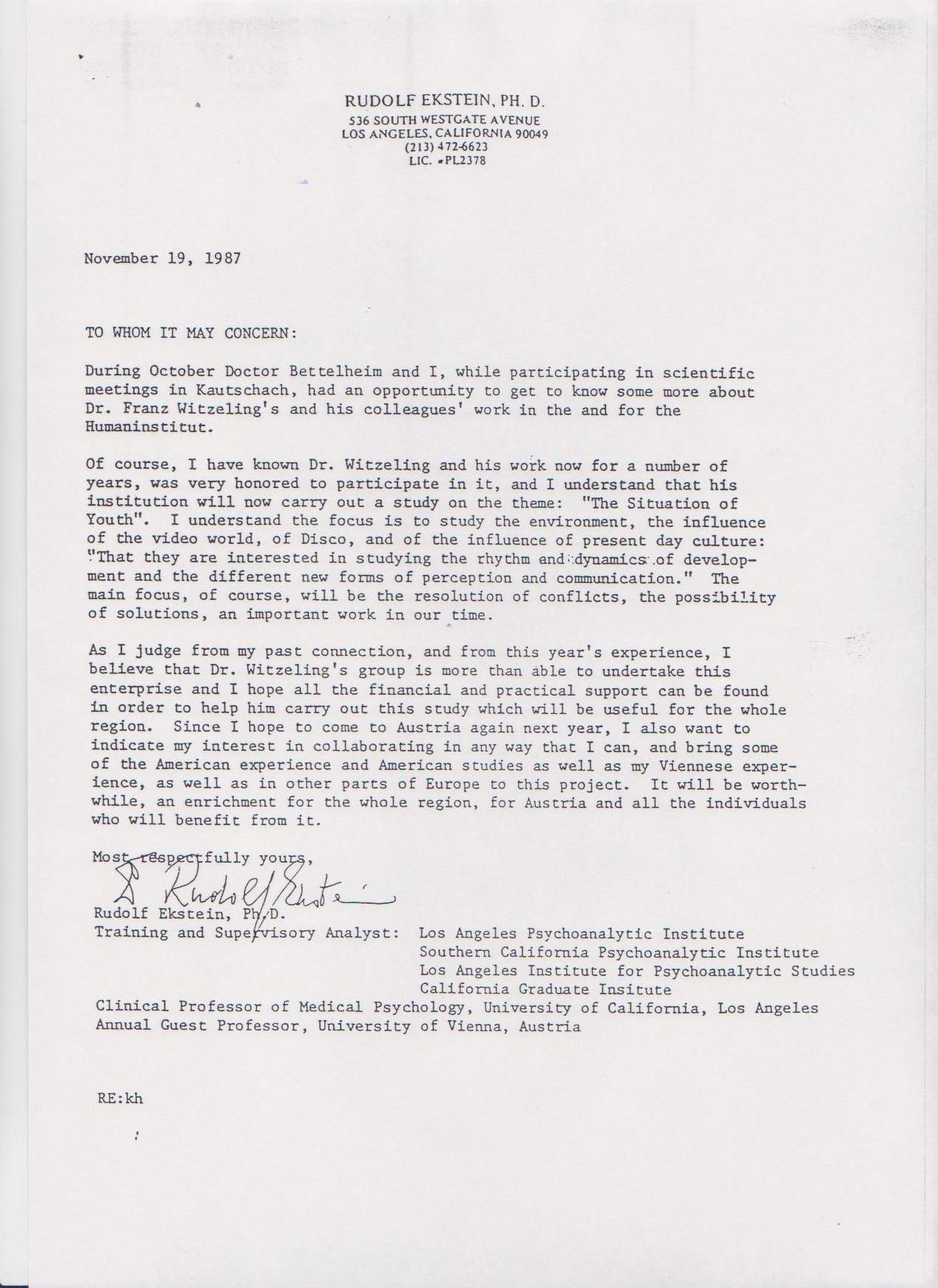
Dokument der Forschungskorrespondenz mit Rudolf Ekstein und Bruno Bettelheim

Ekstein hat an der Universität Wien Psychologie, Philosophie und Geschichte studiert und promovierte dort 1937. Seine Lehrer dort waren u. a. Anna Freud, Willi Hoffer und August Aichhorn. 1937 verfasste er unter Pseudonym in einem Magazin des Kommunistischen Jugendverbandes den an Wilhelm Reich orientierten Beitrag „Sexualpolitik des Faschismus“ und wurde deshalb wegen „Trotzkismus“ aus dem Kommunistischen Jugendverband ausgeschlossen. Nach dem Anschluss Österreichs im März 1938, mehrmaligen Festnahmen und mehreren Wochen im Gefängnis floh Ekstein im August zuerst nach London und von dort im Dezember in die USA. Er erklärte später: „Ich mußte weg, aber nicht nur als Jude, sondern auch als Illegaler, als Widerstandskämpfer.“
In Boston wurde er an der School of Social Work der Boston University zum Sozialarbeiter ausgebildet und schloss mit einer Masterarbeit mit dem Titel „Adjustment problems of refugees as a challenge to social group work“ ab. Seine Lehranalyse machte er bei Eduard Hitschmann. 1942 wurde er US-Staatsbürger.
Anschließend arbeitete er von 1947 bis 1957 bei der Menninger Foundation in Topeka, Kansas, und von 1957 bis 1976 am Reiss Davis Child Study Center in Los Angeles. Seinen internationalen Ruf erwarb er sich durch seine Arbeit mit psychotischen, autistischen Kindern und Kindern mit dem Borderline-Syndrom. Die Anwendung der Psychoanalyse in Erziehung und Unterricht war ebenfalls ein Schwerpunkt seiner Arbeit.

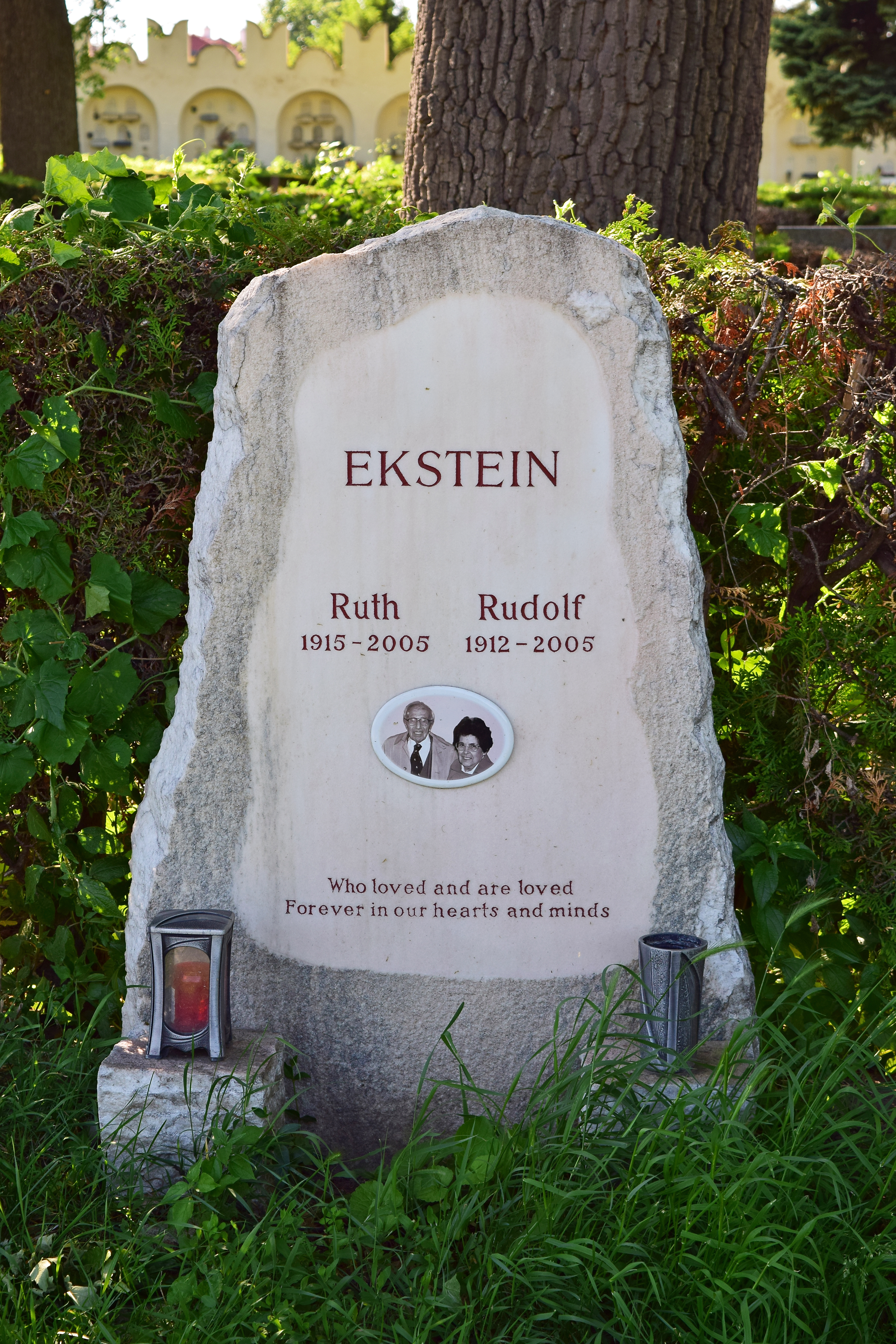
Eksteins Grab im Urnenhain der Feuerhalle Simmering

Ab 1970 ging er regelmäßig nach Wien. Dort lehrte er u. a. als Gastprofessor an der Universität.
Die Hälfte seiner Asche wurde in einem Grab im Urnenhain der Feuerhalle Simmering beigesetzt und zählt zu den ehrenhalber gewidmeten bzw. ehrenhalber in Obhut genommenen Grabstellen der Stadt Wien. Er wurde gemeinsam mit seiner griechischstämmigen Frau Ruth (1915–2005) bestattet. Sie hatten zwei Söhne.

## Auszeichnungen
- Ehrendoktorat der Medizin von der Universität Wien 1995.
- 1998 Benennung des Zentrums für Psychagogik und Integrative Betreuungsformen in Wien nach ihm als Rudolf Ekstein Zentrum.[13][14]
- Goldener Rathausmann der Stadt Wien 1999.
- Etablierung der Rudolf-Ekstein-Sammlung.[15]
- Rudolf-Ekstein-Symposium From Learning for Love to Love of Learning am 6. Juli 2006 an der Universität Wien.

## Nachlass
2006 wurde Eksteins Nachlass der Universität Wien übergeben. Die Sammlung beinhaltet seinen wissenschaftlichen Nachlass mit rund 5.400 Fachbüchern, zahlreichen Nachschlagewerken, über 800 Zeitschriftenbänden und Lehrmaterial aus Eksteins Lehrtätigkeit sowie therapeutische Fallaufzeichnungen, Reprints und unveröffentlichte Manuskripte. Dazu kommen etwa 300 Objekte, die Ekstein als Privatsammler aus Interesse an der präkolumbianischen Kultur erworben hat.
Die Bibliothek ist zur Gänze katalogisiert und über die Suchmaschine der Universitätsbibliothek, zugänglich. Die Bücher sind in der Fachbibliothek Bildungswissenschaft, Linguistik, Europäische und Vergleichende Sprach- und Literaturwissenschaft im Freihandbereich aufgestellt und können entlehnt werden. Eine repräsentative Auswahl aus der Objektsammlung ist in einer Vitrine in den Räumlichkeiten der Fachbibliothek ausgestellt und kann zu den Bibliotheksöffnungszeiten besichtigt werden.

## Schriften (Auswahl)
- A refugee teacher looks on democratic and fascist education. 1939.
- From learning for love to love of learning. 1969.
- Grenzfallkinder. E. Reinhardt, München/Basel 1973.
- Karl Bühler’s „Sprachtheorie“ in psychoanalytic perspective: from monologue to dialogue to pluralogue. 1988.
- The language of psychotherapy. Benjamins, Amsterdam 1989.